# Liste der Gemeinden in der Stadtregion Wien
Die Stadtregion Wien  ist eine österreichische Agglomeration in Wien, Niederösterreich und dem Burgenland. Die Region wurde für die amtliche Statistik definiert, und bildet den direkten urbanen Siedlungsraum Wien und den Speckgürtel der Stadt ab.
Sie besteht aus der Kernzone (Code: SR011) sowie der Außenzone (SR012), welche die Satellitenstädte Baden (SR0113), Bad Vöslau (SR0123), Klosterneuburg (SR0133), Korneuburg (SR0143) und Stockerau (SR0153) umfasst.

## Geschichte der Klassifikation
Die Abgrenzung der Stadtregionen (Urbanen Zentren) wurde von der Statistik Austria für 1971 bis 2001 alle 10 Jahre vorgenommen. Für den Stichtag 31. Oktober 2013 wurde erstmals nach der von der Statistik Austria für statistische Zwecke entwickelten Urban-Rural-Typologie abgegrenzt, welche die Abgrenzung der Stadtregionen integriert.

## Liste der Gemeinden laut Abgrenzung von 2001
Die Einwohnerzahlen in den Listen sind vom 1. Jänner 2024.
Regionen sind Kleinregionen in Niederösterreich (Stand: Jänner 2018)

### Kernzone Wien
| Gemeinde           | Lage | Ew        | km²    | Ew / km² | Gerichtsbezirk | Region                    | Typ             | Foto              | Metadaten |
| ------------------ | ---- | --------- | ------ | -------- | --- | ------------------------- | --------------- | ----------------- | --------- |
| Wien               |      | 2.005.760 | 414,82 | 4835     | Döbling, Donaustadt, Favoriten, Floridsdorf, Fünfhaus, Hernals, Hietzing, Innere Stadt Wien, Josefstadt, Leopoldstadt, Liesing, Meidling |                           | Statutar- stadt | Gem.Kennz.: 9     |           |
| Biedermannsdorf    |      | 3.148     | 8,95   | 352      | Mödling | 29 Kleinregion Mödling    | Markt- gemeinde | Gem.Kennz.: 31702 |           |
| Brunn am Gebirge   |      | 12.301    | 7,26   | 1694     | Mödling | 29 Kleinregion Mödling    | Markt- gemeinde | Gem.Kennz.: 31704 |           |
| Gerasdorf bei Wien |      | 11.931    | 35,25  | 338      | Klosterneuburg | –                         | Stadt- gemeinde | Gem.Kennz.: 31235 |           |
| Gießhübl           |      | 2.474     | 3,90   | 635      | Mödling | 29 Kleinregion Mödling    | Gemeinde        | Gem.Kennz.: 31707 |           |
| Groß-Enzersdorf    |      | 12.082    | 83,91  | 144      | Gänserndorf | 56 Region Marchfeld       | Stadt- gemeinde | Gem.Kennz.: 30821 |           |
| Hennersdorf        |      | 1.542     | 5,44   | 283      | Mödling | 29 Kleinregion Mödling    | Gemeinde        | Gem.Kennz.: 31711 |           |
| Hinterbrühl        |      | 3.895     | 16,94  | 230      | Mödling | –                         | Markt- gemeinde | Gem.Kennz.: 31712 |           |
| Langenzersdorf     |      | 8.153     | 10,70  | 762      | Korneuburg | 44 10 vor Wien            | Markt- gemeinde | Gem.Kennz.: 31214 |           |
| Lanzendorf         |      | 1.948     | 4,54   | 429      | Schwechat | –                         | Gemeinde        | Gem.Kennz.: 30734 |           |
| Laxenburg          |      | 3.060     | 10,60  | 289      | Mödling | 29 Kleinregion Mödling    | Markt- gemeinde | Gem.Kennz.: 31715 |           |
| Leopoldsdorf       |      | 5.476     | 6,98   | 785      | Schwechat | –                         | Markt- gemeinde | Gem.Kennz.: 30735 |           |
| Maria Enzersdorf   |      | 8.791     | 5,27   | 1667     | Mödling | 29 Kleinregion Mödling    | Markt- gemeinde | Gem.Kennz.: 31716 |           |
| Maria-Lanzendorf   |      | 2.244     | 1,70   | 1318     | Schwechat | –                         | Gemeinde        | Gem.Kennz.: 30736 |           |
| Mödling            |      | 20.580    | 10,04  | 2050     | Mödling | 29 Kleinregion Mödling    | Stadt- gemeinde | Gem.Kennz.: 31717 |           |
| Perchtoldsdorf     |      | 14.909    | 12,60  | 1184     | Mödling | 29 Kleinregion Mödling    | Markt- gemeinde | Gem.Kennz.: 31719 |           |
| Purkersdorf        |      | 9.959     | 30,25  | 329      | Purkersdorf | 76 Wir fünf im Wienerwald | Stadt- gemeinde | Gem.Kennz.: 31952 |           |
| Schwechat          |      | 21.227    | 44,76  | 474      | Schwechat | 28 Römerland Carnuntum    | Stadt- gemeinde | Gem.Kennz.: 30740 |           |
| Vösendorf          |      | 7.678     | 10,48  | 733      | Mödling | 29 Kleinregion Mödling    | Markt- gemeinde | Gem.Kennz.: 31723 |           |
| Wiener Neudorf     |      | 9.628     | 6,06   | 1590     | Mödling | 29 Kleinregion Mödling    | Markt- gemeinde | Gem.Kennz.: 31725 |           |
| Zwölfaxing         |      | 1.679     | 6,76   | 249      | Schwechat | 28 Römerland Carnuntum    | Gemeinde        | Gem.Kennz.: 30741 |           |

### Außenzone Wien

#### Satellitenstadt Baden
| Gemeinde        | Lage | Ew     | km²   | Ew / km² | Gerichtsbezirk | Region                 | Typ             | Foto              | Metadaten |
| --------------- | ---- | ------ | ----- | -------- | -------------- | ---------------------- | --------------- | ----------------- | --------- |
| Baden           |      | 25.923 | 26,89 | 964      | Baden          | –                      | Stadt- gemeinde | Gem.Kennz.: 30604 |           |
| Gumpoldskirchen |      | 4.024  | 8,11  | 496      | Mödling        | –                      | Markt- gemeinde | Gem.Kennz.: 31709 |           |
| Guntramsdorf    |      | 9.366  | 14,86 | 630      | Mödling        | 29 Kleinregion Mödling | Markt- gemeinde | Gem.Kennz.: 31710 |           |
| Pfaffstätten    |      | 3.488  | 7,81  | 447      | Baden          | –                      | Markt- gemeinde | Gem.Kennz.: 30625 |           |
| Traiskirchen    |      | 19.209 | 29,11 | 660      | Baden          | –                      | Stadt- gemeinde | Gem.Kennz.: 30639 |           |

#### Satellitenstadt Bad Vöslau
| Gemeinde             | Lage | Ew     | km²   | Ew / km² | Gerichtsbezirk | Region          | Typ             | Foto              | Metadaten |
| -------------------- | ---- | ------ | ----- | -------- | -------------- | --------------- | --------------- | ----------------- | --------- |
| Bad Vöslau           |      | 12.442 | 38,75 | 321      | Baden          | –               | Stadt- gemeinde | Gem.Kennz.: 30603 |           |
| Enzesfeld-Lindabrunn |      | 4.327  | 15,78 | 274      | Baden          | 32 Triestingtal | Markt- gemeinde | Gem.Kennz.: 30608 |           |
| Hirtenberg           |      | 2.609  | 1,47  | 1774     | Baden          | 32 Triestingtal | Markt- gemeinde | Gem.Kennz.: 30615 |           |
| Kottingbrunn         |      | 7.532  | 11,61 | 649      | Baden          | –               | Markt- gemeinde | Gem.Kennz.: 30618 |           |
| Leobersdorf          |      | 5.265  | 12,28 | 429      | Baden          | 32 Triestingtal | Markt- gemeinde | Gem.Kennz.: 30620 |           |
| Sooß                 |      | 1.065  | 5,49  | 194      | Baden          | –               | Markt- gemeinde | Gem.Kennz.: 30635 |           |

#### Satellitenstadt Klosterneuburg
| Gemeinde       | Lage | Ew     | km²   | Ew / km² | Gerichtsbezirk | Region | Typ             | Foto              | Metadaten |
| -------------- | ---- | ------ | ----- | -------- | -------------- | ------ | --------------- | ----------------- | --------- |
| Klosterneuburg |      | 28.115 | 76,20 | 369      | Klosterneuburg | –      | Stadt- gemeinde | Gem.Kennz.: 32144 |           |

#### Satellitenstadt Korneuburg
| Gemeinde                  | Lage | Ew     | km²   | Ew / km² | Gerichtsbezirk | Region         | Typ             | Foto              | Metadaten |
| ------------------------- | ---- | ------ | ----- | -------- | -------------- | -------------- | --------------- | ----------------- | --------- |
| Korneuburg                |      | 13.719 | 9,77  | 1404     | Korneuburg     | 44 10 vor Wien | Stadt- gemeinde | Gem.Kennz.: 31213 |           |
| Bisamberg                 |      | 4.877  | 10,74 | 454      | Korneuburg     | 44 10 vor Wien | Markt- gemeinde | Gem.Kennz.: 31201 |           |
| Enzersfeld im Weinviertel |      | 1.831  | 9,86  | 186      | Korneuburg     | 44 10 vor Wien | Markt- gemeinde | Gem.Kennz.: 31202 |           |
| Hagenbrunn                |      | 2.413  | 13,50 | 179      | Korneuburg     | 44 10 vor Wien | Markt- gemeinde | Gem.Kennz.: 31206 |           |
| Leobendorf                |      | 5.253  | 29,94 | 175      | Korneuburg     | 44 10 vor Wien | Markt- gemeinde | Gem.Kennz.: 31216 |           |

#### Satellitenstadt Stockerau
| Gemeinde  | Lage | Ew     | km²   | Ew / km² | Gerichtsbezirk | Region         | Typ             | Foto              | Metadaten |
| --------- | ---- | ------ | ----- | -------- | -------------- | -------------- | --------------- | ----------------- | --------- |
| Stockerau |      | 16.999 | 37,41 | 454      | Korneuburg     | 44 10 vor Wien | Stadt- gemeinde | Gem.Kennz.: 31230 |           |
| Spillern  |      | 2.616  | 12,71 | 206      | Korneuburg     | 44 10 vor Wien | Markt- gemeinde | Gem.Kennz.: 31227 |           |

#### Restliche Außenzone
| Gemeinde                       | Lage | Ew     | km²   | Ew / km² | Gerichtsbezirk      | Region                                               | Typ             | Foto              | Metadaten |
| ------------------------------ | ---- | ------ | ----- | -------- | ------------------- | ---------------------------------------------------- | --------------- | ----------------- | --------- |
| Absdorf                        |      | 2.469  | 15,98 | 155      | Tulln               | 24 Region Wagram                                     | Markt- gemeinde | Gem.Kennz.: 32101 |           |
| Achau                          |      | 1.691  | 11,88 | 142      | Mödling             | 29 Kleinregion Mödling                               | Gemeinde        | Gem.Kennz.: 31701 |           |
| Aderklaa                       |      | 226    | 8,63  | 26       | Gänserndorf         | 56 Region Marchfeld                                  | Gemeinde        | Gem.Kennz.: 30801 |           |
| Altlengbach                    |      | 3.223  | 35,59 | 91       | Neulengbach         | 45 Wienerwald Initiativ Region                       | Markt- gemeinde | Gem.Kennz.: 31901 |           |
| Andau                          |      | 2.282  | 47,30 | 48       | Neusiedl am See     | –                                                    | Markt- gemeinde | Gem.Kennz.: 10701 |           |
| Andlersdorf                    |      | 170    | 5,90  | 29       | Gänserndorf         | 56 Region Marchfeld                                  | Gemeinde        | Gem.Kennz.: 30802 |           |
| Angern an der March            |      | 3.511  | 38,17 | 92       | Gänserndorf         | 47 RV March-Thaya-Auen                               | Gemeinde        | Gem.Kennz.: 30803 |           |
| Auersthal                      |      | 1.988  | 15,19 | 131      | Gänserndorf         | 35 Südliches Weinviertel                             | Markt- gemeinde | Gem.Kennz.: 30804 |           |
| Bad Deutsch-Altenburg          |      | 1.973  | 12,58 | 157      | Bruck an der Leitha | 28 Römerland Carnuntum                               | Markt- gemeinde | Gem.Kennz.: 30702 |           |
| Bad Pirawarth                  |      | 1.756  | 25,44 | 69       | Gänserndorf         | 35 Südliches Weinviertel                             | Gemeinde        | Gem.Kennz.: 30805 |           |
| Berg                           |      | 976    | 9,46  | 103      | Bruck an der Leitha | 28 Römerland Carnuntum                               | Gemeinde        | Gem.Kennz.: 30703 |           |
| Bernhardsthal                  |      | 1.585  | 51,96 | 31       | Mistelbach          | 16 Weinviertler Dreiländereck                        | Markt- gemeinde | Gem.Kennz.: 31604 |           |
| Blumau-Neurißhof               |      | 1.938  | 4,33  | 448      | Baden               | 71 Kleinregion Ebreichsdorf                          | Gemeinde        | Gem.Kennz.: 30646 |           |
| Bockfließ                      |      | 1.277  | 22,87 | 56       | Mistelbach          | 48 Region um Wolkersdorf                             | Markt- gemeinde | Gem.Kennz.: 31605 |           |
| Breitenbrunn am Neusiedler See |      | 1.909  | 25,75 | 74       | Eisenstadt          | –                                                    | Markt- gemeinde | Gem.Kennz.: 10301 |           |
| Breitenfurt bei Wien           |      | 6.016  | 27,00 | 223      | Mödling             | –                                                    | Markt- gemeinde | Gem.Kennz.: 31703 |           |
| Bruck an der Leitha            |      | 8.546  | 23,69 | 361      | Bruck an der Leitha | –                                                    | Stadt- gemeinde | Gem.Kennz.: 30704 |           |
| Bruckneudorf                   |      | 3.069  | 36,67 | 84       | Neusiedl am See     | –                                                    | Gemeinde        | Gem.Kennz.: 10703 |           |
| Deutsch Jahrndorf              |      | 652    | 27,43 | 24       | Neusiedl am See     | –                                                    | Gemeinde        | Gem.Kennz.: 10704 |           |
| Deutsch-Wagram                 |      | 9.223  | 30,61 | 301      | Gänserndorf         | 56 Region Marchfeld                                  | Stadt- gemeinde | Gem.Kennz.: 30808 |           |
| Drösing                        |      | 1.147  | 29,51 | 39       | Gänserndorf         | 47 RV March-Thaya-Auen                               | Markt- gemeinde | Gem.Kennz.: 30810 |           |
| Dürnkrut                       |      | 2.239  | 30,39 | 74       | Gänserndorf         | 47 RV March-Thaya-Auen                               | Markt- gemeinde | Gem.Kennz.: 30811 |           |
| Ebenfurth                      |      | 3.134  | 23,58 | 133      | Wiener Neustadt     | –                                                    | Stadt- gemeinde | Gem.Kennz.: 32304 |           |
| Ebenthal                       |      | 906    | 18,15 | 50       | Gänserndorf         | 35 Südliches Weinviertel                             | Markt- gemeinde | Gem.Kennz.: 30812 |           |
| Ebergassing                    |      | 4.305  | 16,28 | 265      | Schwechat           | 28 Römerland Carnuntum                               | Gemeinde        | Gem.Kennz.: 30729 |           |
| Ebreichsdorf                   |      | 11.978 | 43,20 | 277      | Baden               | 71 Kleinregion Ebreichsdorf                          | Stadt- gemeinde | Gem.Kennz.: 30607 |           |
| Eckartsau                      |      | 1.331  | 48,98 | 27       | Gänserndorf         | 56 Region Marchfeld                                  | Gemeinde        | Gem.Kennz.: 30813 |           |
| Edelstal                       |      | 814    | 5,90  | 138      | Neusiedl am See     | –                                                    | Gemeinde        | Gem.Kennz.: 10727 |           |
| Eggendorf                      |      | 5.046  | 20,58 | 245      | Wiener Neustadt     | 63 Steinfeld                                         | Gemeinde        | Gem.Kennz.: 32305 |           |
| Eichgraben                     |      | 4.793  | 8,88  | 540      | Neulengbach         | 45 Wienerwald Initiativ Region                       | Markt- gemeinde | Gem.Kennz.: 31905 |           |
| Engelhartstetten               |      | 2.184  | 65,66 | 33       | Gänserndorf         | 56 Region Marchfeld                                  | Markt- gemeinde | Gem.Kennz.: 30814 |           |
| Enzersdorf an der Fischa       |      | 3.601  | 31,43 | 115      | Bruck an der Leitha | 28 Römerland Carnuntum                               | Markt- gemeinde | Gem.Kennz.: 30706 |           |
| Fischamend                     |      | 5.708  | 24,91 | 229      | Schwechat           | 28 Römerland Carnuntum                               | Stadt- gemeinde | Gem.Kennz.: 30730 |           |
| Gaaden                         |      | 1.598  | 24,78 | 64       | Mödling             | –                                                    | Gemeinde        | Gem.Kennz.: 31706 |           |
| Gablitz                        |      | 5.105  | 18,17 | 281      | Purkersdorf         | 76 Wir fünf im Wienerwald                            | Markt- gemeinde | Gem.Kennz.: 31949 |           |
| Gänserndorf                    |      | 12.133 | 30,56 | 397      | Gänserndorf         | 56 Region Marchfeld                                  | Stadt- gemeinde | Gem.Kennz.: 30817 |           |
| Gattendorf                     |      | 1.515  | 25,13 | 60       | Neusiedl am See     | –                                                    | Gemeinde        | Gem.Kennz.: 10706 |           |
| Gaweinstal                     |      | 4.134  | 51,71 | 80       | Mistelbach          | 35 Südliches Weinviertel                             | Markt- gemeinde | Gem.Kennz.: 31612 |           |
| Glinzendorf                    |      | 357    | 10,43 | 34       | Gänserndorf         | 56 Region Marchfeld                                  | Gemeinde        | Gem.Kennz.: 30819 |           |
| Göllersdorf                    |      | 3.212  | 59,56 | 54       | Hollabrunn          | –                                                    | Markt- gemeinde | Gem.Kennz.: 31008 |           |
| Göttlesbrunn-Arbesthal         |      | 1.461  | 26,26 | 56       | Bruck an der Leitha | 28 Römerland Carnuntum                               | Gemeinde        | Gem.Kennz.: 30708 |           |
| Götzendorf an der Leitha       |      | 2.229  | 25,40 | 88       | Bruck an der Leitha | 28 Römerland Carnuntum                               | Gemeinde        | Gem.Kennz.: 30709 |           |
| Gramatneusiedl                 |      | 3.677  | 6,75  | 545      | Schwechat           | 28 Römerland Carnuntum                               | Markt- gemeinde | Gem.Kennz.: 30731 |           |
| Großebersdorf                  |      | 2.315  | 18,03 | 128      | Mistelbach          | 48 Region um Wolkersdorf                             | Markt- gemeinde | Gem.Kennz.: 31614 |           |
| Großengersdorf                 |      | 1.537  | 15,57 | 99       | Mistelbach          | 48 Region um Wolkersdorf                             | Markt- gemeinde | Gem.Kennz.: 31615 |           |
| Großhofen                      |      | 100    | 6,18  | 16       | Gänserndorf         | 56 Region Marchfeld                                  | Gemeinde        | Gem.Kennz.: 30822 |           |
| Großrußbach                    |      | 2.292  | 32,74 | 70       | Korneuburg          | 44 10 vor Wien                                       | Markt- gemeinde | Gem.Kennz.: 31205 |           |
| Groß-Schweinbarth              |      | 1.360  | 24,96 | 54       | Gänserndorf         | 35 Südliches Weinviertel                             | Markt- gemeinde | Gem.Kennz.: 30824 |           |
| Großweikersdorf                |      | 3.372  | 43,36 | 78       | Tulln               | 24 Region Wagram                                     | Markt- gemeinde | Gem.Kennz.: 32110 |           |
| Halbturn                       |      | 1.888  | 55,21 | 34       | Neusiedl am See     | –                                                    | Gemeinde        | Gem.Kennz.: 10708 |           |
| Haringsee                      |      | 1.162  | 27,12 | 43       | Gänserndorf         | 56 Region Marchfeld                                  | Gemeinde        | Gem.Kennz.: 30825 |           |
| Harmannsdorf                   |      | 4.097  | 55,54 | 74       | Korneuburg          | 44 10 vor Wien                                       | Markt- gemeinde | Gem.Kennz.: 31207 |           |
| Haslau-Maria Ellend            |      | 2.029  | 24,85 | 82       | Bruck an der Leitha | 28 Römerland Carnuntum                               | Gemeinde        | Gem.Kennz.: 30711 |           |
| Hausbrunn                      |      | 891    | 16,17 | 55       | Mistelbach          | –                                                    | Markt- gemeinde | Gem.Kennz.: 31620 |           |
| Hausleiten                     |      | 3.843  | 61,04 | 63       | Korneuburg          |                                                      | Markt- gemeinde | Gem.Kennz.: 31208 |           |
| Heldenberg                     |      | 1.486  | 27,40 | 54       | Hollabrunn          | 17 Landschaftspark Schmidatal                        | Gemeinde        | Gem.Kennz.: 31019 |           |
| Himberg                        |      | 8.192  | 47,64 | 172      | Schwechat           | –                                                    | Markt- gemeinde | Gem.Kennz.: 30732 |           |
| Hochleithen                    |      | 1.112  | 19,91 | 56       | Mistelbach          | 48 Region um Wolkersdorf                             | Gemeinde        | Gem.Kennz.: 31622 |           |
| Hof am Leithaberge             |      | 1.684  | 22,02 | 76       | Bruck an der Leitha | 28 Römerland Carnuntum                               | Gemeinde        | Gem.Kennz.: 30713 |           |
| Höflein                        |      | 1.220  | 22,39 | 54       | Bruck an der Leitha | 28 Römerland Carnuntum                               | Gemeinde        | Gem.Kennz.: 30712 |           |
| Hohenau an der March           |      | 2.793  | 23,42 | 119      | Gänserndorf         | 47 RV March-Thaya-Auen                               | Markt- gemeinde | Gem.Kennz.: 30827 |           |
| Hundsheim                      |      | 666    | 13,43 | 50       | Bruck an der Leitha | 28 Römerland Carnuntum                               | Gemeinde        | Gem.Kennz.: 30715 |           |
| Jedenspeigen                   |      | 1.135  | 23,22 | 49       | Gänserndorf         | 47 RV March-Thaya-Auen                               | Markt- gemeinde | Gem.Kennz.: 30829 |           |
| Jois                           |      | 1.647  | 25,91 | 64       | Neusiedl am See     | –                                                    | Markt- gemeinde | Gem.Kennz.: 10710 |           |
| Kaltenleutgeben                |      | 3.312  | 17,51 | 189      | Mödling             | –                                                    | Markt- gemeinde | Gem.Kennz.: 31713 |           |
| Klein-Neusiedl                 |      | 959    | 5,97  | 161      | Schwechat           | 28 Römerland Carnuntum                               | Gemeinde        | Gem.Kennz.: 30733 |           |
| Königstetten                   |      | 2.520  | 13,10 | 192      | Tulln               |                                                      | Markt- gemeinde | Gem.Kennz.: 32116 |           |
| Kreuttal                       |      | 1.487  | 21,52 | 69       | Mistelbach          | 48 Region um Wolkersdorf                             | Gemeinde        | Gem.Kennz.: 31627 |           |
| Kreuzstetten                   |      | 1.683  | 24,33 | 69       | Mistelbach          | 48 Region um Wolkersdorf                             | Markt- gemeinde | Gem.Kennz.: 31628 |           |
| Laab im Walde                  |      | 1.119  | 7,15  | 156      | Mödling             | –                                                    | Gemeinde        | Gem.Kennz.: 31714 |           |
| Ladendorf                      |      | 2.348  | 50,11 | 47       | Mistelbach          | 33 Kleinregion Leiser Berge                          | Markt- gemeinde | Gem.Kennz.: 31630 |           |
| Lassee                         |      | 3.027  | 55,63 | 54       | Gänserndorf         | 56 Region Marchfeld                                  | Markt- gemeinde | Gem.Kennz.: 30830 |           |
| Leitzersdorf                   |      | 1.159  | 27,87 | 42       | Korneuburg          | –                                                    | Gemeinde        | Gem.Kennz.: 31215 |           |
| Leopoldsdorf im Marchfelde     |      | 3.018  | 28,95 | 104      | Gänserndorf         | 56 Region Marchfeld                                  | Markt- gemeinde | Gem.Kennz.: 30831 |           |
| Mannersdorf am Leithagebirge   |      | 4.224  | 29,92 | 141      | Bruck an der Leitha | 28 Römerland Carnuntum                               | Stadt- gemeinde | Gem.Kennz.: 30716 |           |
| Mannsdorf an der Donau         |      | 336    | 10,31 | 33       | Gänserndorf         | 56 Region Marchfeld                                  | Gemeinde        | Gem.Kennz.: 30834 |           |
| Marchegg                       |      | 3.104  | 45,52 | 68       | Gänserndorf         | 56 Region Marchfeld                                  | Stadt- gemeinde | Gem.Kennz.: 30835 |           |
| Maria Anzbach                  |      | 3.276  | 18,21 | 180      | Neulengbach         | 45 Wienerwald Initiativ Region                       | Markt- gemeinde | Gem.Kennz.: 31921 |           |
| Markgrafneusiedl               |      | 909    | 19,82 | 46       | Gänserndorf         | 56 Region Marchfeld                                  | Gemeinde        | Gem.Kennz.: 30836 |           |
| Matzen-Raggendorf              |      | 2.967  | 35,59 | 83       | Gänserndorf         | 35 Südliches Weinviertel                             | Markt- gemeinde | Gem.Kennz.: 30838 |           |
| Mauerbach                      |      | 3.610  | 20,32 | 178      | Purkersdorf         | 76 Wir fünf im Wienerwald                            | Markt- gemeinde | Gem.Kennz.: 31950 |           |
| Mitterndorf an der Fischa      |      | 3.096  | 10,78 | 287      | Baden               | 71 Kleinregion Ebreichsdorf                          | Gemeinde        | Gem.Kennz.: 30621 |           |
| Moosbrunn                      |      | 1.809  | 16,88 | 107      | Schwechat           | 28 Römerland Carnuntum                               | Gemeinde        | Gem.Kennz.: 30737 |           |
| Muckendorf-Wipfing             |      | 1.697  | 6,34  | 268      | Tulln               |                                                      | Markt- gemeinde | Gem.Kennz.: 32143 |           |
| Münchendorf                    |      | 3.219  | 20,00 | 161      | Mödling             | –                                                    | Gemeinde        | Gem.Kennz.: 31718 |           |
| Neudorf bei Parndorf           |      | 830    | 21,66 | 38       | Neusiedl am See     | –                                                    | Gemeinde        | Gem.Kennz.: 10725 |           |
| Neustift-Innermanzing          |      | 1.568  | 14,90 | 105      | Neulengbach         | 45 Wienerwald Initiativ Region                       | Gemeinde        | Gem.Kennz.: 31927 |           |
| Nickelsdorf                    |      | 1.846  | 60,75 | 30       | Neusiedl am See     | –                                                    | Gemeinde        | Gem.Kennz.: 10714 |           |
| Niederhollabrunn               |      | 1.507  | 50,36 | 30       | Korneuburg          |                                                      | Markt- gemeinde | Gem.Kennz.: 31234 |           |
| Niederleis                     |      | 917    | 19,52 | 47       | Mistelbach          | 33 Kleinregion Leiser Berge                          | Gemeinde        | Gem.Kennz.: 31636 |           |
| Obersiebenbrunn                |      | 1.775  | 26,93 | 66       | Gänserndorf         | 56 Region Marchfeld                                  | Markt- gemeinde | Gem.Kennz.: 30842 |           |
| Oberwaltersdorf                |      | 5.184  | 13,58 | 382      | Baden               | 71 Kleinregion Ebreichsdorf                          | Gemeinde        | Gem.Kennz.: 30623 |           |
| Orth an der Donau              |      | 2.211  | 33,42 | 66       | Gänserndorf         | 56 Region Marchfeld                                  | Markt- gemeinde | Gem.Kennz.: 30844 |           |
| Palterndorf-Dobermannsdorf     |      | 1.325  | 18,66 | 71       | Gänserndorf         | –                                                    | Markt- gemeinde | Gem.Kennz.: 30845 |           |
| Pama                           |      | 1.275  | 26,40 | 48       | Neusiedl am See     | –                                                    | Gemeinde        | Gem.Kennz.: 10715 |           |
| Parbasdorf                     |      | 167    | 10,23 | 16       | Gänserndorf         | 56 Region Marchfeld                                  | Gemeinde        | Gem.Kennz.: 30846 |           |
| Parndorf                       |      | 5.331  | 59,29 | 90       | Neusiedl am See     | –                                                    | Gemeinde        | Gem.Kennz.: 10717 |           |
| Petronell-Carnuntum            |      | 1.272  | 25,37 | 50       | Bruck an der Leitha | 28 Römerland Carnuntum                               | Markt- gemeinde | Gem.Kennz.: 30718 |           |
| Pillichsdorf                   |      | 1.260  | 14,33 | 88       | Mistelbach          | 48 Region um Wolkersdorf                             | Markt- gemeinde | Gem.Kennz.: 31642 |           |
| Pottendorf                     |      | 7.681  | 39,84 | 193      | Baden               | 71 Kleinregion Ebreichsdorf                          | Markt- gemeinde | Gem.Kennz.: 30626 |           |
| Potzneusiedl                   |      | 671    | 12,11 | 55       | Neusiedl am See     | –                                                    | Gemeinde        | Gem.Kennz.: 10726 |           |
| Prellenkirchen                 |      | 1.694  | 41,57 | 41       | Bruck an der Leitha | 28 Römerland Carnuntum                               | Markt- gemeinde | Gem.Kennz.: 30719 |           |
| Pressbaum                      |      | 7.934  | 58,87 | 135      | Purkersdorf         | –                                                    | Stadt- gemeinde | Gem.Kennz.: 31951 |           |
| Prottes                        |      | 1.461  | 13,73 | 106      | Gänserndorf         | 35 Südliches Weinviertel                             | Markt- gemeinde | Gem.Kennz.: 30848 |           |
| Raasdorf                       |      | 719    | 13,21 | 54       | Gänserndorf         | 56 Region Marchfeld                                  | Gemeinde        | Gem.Kennz.: 30849 |           |
| Rabensburg                     |      | 1.068  | 20,06 | 53       | Mistelbach          | 16 Weinviertler Dreiländereck 47 RV March-Thaya-Auen | Markt- gemeinde | Gem.Kennz.: 31645 |           |
| Rauchenwarth                   |      | 805    | 13,41 | 60       | Schwechat           | 28 Römerland Carnuntum                               | Gemeinde        | Gem.Kennz.: 30738 |           |
| Reisenberg                     |      | 1.778  | 17,80 | 100      | Baden               | 71 Kleinregion Ebreichsdorf                          | Markt- gemeinde | Gem.Kennz.: 30629 |           |
| Ringelsdorf-Niederabsdorf      |      | 1.283  | 32,47 | 40       | Gänserndorf         | 47 RV March-Thaya-Auen                               | Markt- gemeinde | Gem.Kennz.: 30850 |           |
| Rohrau                         |      | 1.670  | 20,51 | 81       | Bruck an der Leitha | 28 Römerland Carnuntum                               | Markt- gemeinde | Gem.Kennz.: 30721 |           |
| St. Andrä-Wördern              |      | 7.953  | 39,34 | 202      | Tulln               | –                                                    | Markt- gemeinde | Gem.Kennz.: 32142 |           |
| Scharndorf                     |      | 1.232  | 25,84 | 48       | Bruck an der Leitha | 28 Römerland Carnuntum                               | Gemeinde        | Gem.Kennz.: 30722 |           |
| Schönkirchen-Reyersdorf        |      | 2.008  | 17,89 | 112      | Gänserndorf         | 35 Südliches Weinviertel                             | Markt- gemeinde | Gem.Kennz.: 30852 |           |
| Schwadorf                      |      | 2.304  | 11,40 | 202      | Schwechat           | 28 Römerland Carnuntum                               | Markt- gemeinde | Gem.Kennz.: 30739 |           |
| Seibersdorf                    |      | 1.579  | 20,20 | 78       | Baden               | 71 Kleinregion Ebreichsdorf                          | Markt- gemeinde | Gem.Kennz.: 30633 |           |
| Sieghartskirchen               |      | 7.867  | 61,68 | 128      | Tulln               |                                                      | Markt- gemeinde | Gem.Kennz.: 32131 |           |
| Sierndorf                      |      | 3.954  | 55,08 | 72       | Korneuburg          |                                                      | Markt- gemeinde | Gem.Kennz.: 31226 |           |
| Sommerein                      |      | 2.225  | 41,51 | 54       | Bruck an der Leitha | –                                                    | Markt- gemeinde | Gem.Kennz.: 30724 |           |
| Stetteldorf am Wagram          |      | 1.076  | 25,74 | 42       | Korneuburg          | 24 Region Wagram                                     | Markt- gemeinde | Gem.Kennz.: 31228 |           |
| Stetten                        |      | 1.373  | 7,73  | 178      | Korneuburg          | 44 10 vor Wien                                       | Gemeinde        | Gem.Kennz.: 31229 |           |
| Strasshof an der Nordbahn      |      | 12.006 | 11,64 | 1031     | Gänserndorf         | 56 Region Marchfeld                                  | Markt- gemeinde | Gem.Kennz.: 30856 |           |
| Sulz im Weinviertel            |      | 1.233  | 31,37 | 39       | Gänserndorf         | 35 Südliches Weinviertel                             | Markt- gemeinde | Gem.Kennz.: 30857 |           |
| Tadten                         |      | 1.166  | 36,06 | 32       | Neusiedl am See     | –                                                    | Gemeinde        | Gem.Kennz.: 10720 |           |
| Tattendorf                     |      | 1.435  | 14,35 | 100      | Baden               | 71 Kleinregion Ebreichsdorf                          | Gemeinde        | Gem.Kennz.: 30636 |           |
| Trautmannsdorf an der Leitha   |      | 2.948  | 35,44 | 83       | Bruck an der Leitha | 28 Römerland Carnuntum                               | Markt- gemeinde | Gem.Kennz.: 30726 |           |
| Trumau                         |      | 3.738  | 18,58 | 201      | Baden               | 71 Kleinregion Ebreichsdorf                          | Gemeinde        | Gem.Kennz.: 30641 |           |
| Tulbing                        |      | 3.315  | 18,40 | 180      | Tulln               |                                                      | Markt- gemeinde | Gem.Kennz.: 32134 |           |
| Tullnerbach                    |      | 2.951  | 20,24 | 146      | Purkersdorf         | 76 Wir fünf im Wienerwald                            | Markt- gemeinde | Gem.Kennz.: 31953 |           |
| Ulrichskirchen-Schleinbach     |      | 2.668  | 26,52 | 101      | Mistelbach          | 48 Region um Wolkersdorf                             | Markt- gemeinde | Gem.Kennz.: 31651 |           |
| Untersiebenbrunn               |      | 1.791  | 30,49 | 59       | Gänserndorf         | Marchfeld                                            | Gemeinde        | Gem.Kennz.: 30858 |           |
| Velm-Götzendorf                |      | 779    | 17,74 | 44       | Gänserndorf         | 35 Südliches Weinviertel                             | Gemeinde        | Gem.Kennz.: 30859 |           |
| Weiden am See                  |      | 2.596  | 32,51 | 80       | Neusiedl am See     | –                                                    | Markt- gemeinde | Gem.Kennz.: 10722 |           |
| Weiden an der March            |      | 1.017  | 55,78 | 18       | Gänserndorf         | 56 Region Marchfeld                                  | Gemeinde        | Gem.Kennz.: 30865 |           |
| Weikendorf                     |      | 2.062  | 46,31 | 45       | Gänserndorf         | 56 Region Marchfeld                                  | Markt- gemeinde | Gem.Kennz.: 30860 |           |
| Wienerwald                     |      | 2.913  | 48,17 | 60       | Mödling             | –                                                    | Gemeinde        | Gem.Kennz.: 31726 |           |
| Wimpassing an der Leitha       |      | 1.741  | 7,91  | 220      | Eisenstadt          | –                                                    | Gemeinde        | Gem.Kennz.: 10318 |           |
| Winden am See                  |      | 1.385  | 13,51 | 102      | Neusiedl am See     | –                                                    | Gemeinde        | Gem.Kennz.: 10723 |           |
| Wolfsgraben                    |      | 1.774  | 17,34 | 102      | Purkersdorf         | 76 Wir fünf im Wienerwald                            | Gemeinde        | Gem.Kennz.: 31954 |           |
| Wolfsthal                      |      | 1.246  | 21,76 | 57       | Bruck an der Leitha | 28 Römerland Carnuntum                               | Gemeinde        | Gem.Kennz.: 30728 |           |
| Wolkersdorf im Weinviertel     |      | 7.492  | 44,38 | 169      | Mistelbach          | 48 Region um Wolkersdorf                             | Stadt- gemeinde | Gem.Kennz.: 31655 |           |
| Zeiselmauer-Wolfpassing        |      | 2.282  | 12,69 | 180      | Tulln               | –                                                    | Gemeinde        | Gem.Kennz.: 32140 |           |
| Ziersdorf                      |      | 3.373  | 48,71 | 69       | Hollabrunn          | 17 Landschaftspark Schmidatal                        | Markt- gemeinde | Gem.Kennz.: 31053 |           |
| Zurndorf                       |      | 2.278  | 54,29 | 42       | Neusiedl am See     | –                                                    | Markt- gemeinde | Gem.Kennz.: 10724 |           |